# ニコラス・ガラフリック
ニコラス・ガラフリック（Nicolás Garafulic、1998年9月11日 - ）は、スーペル・ラグビー・アメリカス、セルクナムに所属するラグビーユニオン選手。

## プロフィール
- チリサンティアゴ出身[1]。
- ポジションはウィング(WTB)。
- 身長 191cm、体重 100kg
- チリ代表キャップは25（2024年12月現在）でラグビーワールドカップ2023のチリ代表に選ばれた[2]。

## 略歴
2020年、セルクナムに加入。